# Severn E. Parker
Severn Eyre Parker (* 19. Juli 1787 bei Eastville, Northampton County, Virginia; † 21. Oktober 1836 im Northampton County) war ein US-amerikanischer Politiker. Zwischen 1819 und 1821 vertrat er den Bundesstaat Virginia im US-Repräsentantenhaus.

## Werdegang
Severn Parker besuchte die öffentlichen Schulen seiner Heimat. Nach einem anschließenden Jurastudium und seiner Zulassung als Rechtsanwalt begann er in diesem Beruf zu arbeiten. Gleichzeitig schlug er als Mitglied der Demokratisch-Republikanischen Partei eine politische Laufbahn ein. Zwischen 1809 und 1821 saß er im Abgeordnetenhaus von Virginia. Im Jahr 1813 wurde er als Deputy Clerk Mitglied der Verwaltung im Northampton County. Während des Britisch-Amerikanischen Krieges war er im Jahr 1814 Hauptmann einer Schützenkompanie. Von 1817 bis 1820 gehörte er dem Senat von Virginia an. Damit war er während dieser Zeit gleichzeitig Mitglied in beiden Kammern der Legislative seines Staates und seit 1819 auch noch Kongressabgeordneter.
Bei den Kongresswahlen des Jahres 1818 wurde Parker im 13. Wahlbezirk von Virginia in das US-Repräsentantenhaus in Washington, D.C. gewählt, wo er am 4. März 1819 die Nachfolge von Burwell Bassett antrat. Bis zum 3. März 1821 konnte er eine Legislaturperiode im Kongress absolvieren. Danach fiel das Mandat wieder an Bassett. In den Jahren 1828 und 1829 sowie nochmals von 1834 bis 1836 war Parker erneut Mitglied des Abgeordnetenhauses von Virginia. Er starb am 21. Oktober 1836 und wurde auf dem Privatfriedhof der Kendall Grove Farm nahe Eastville beigesetzt.